# Kredietrisico
Kredietrisico is een investeringsrisico van een verlies dat optreedt als een kredietnemer zijn beloofde betalingen niet na komt of kan komen. Een dergelijke gebeurtenis wordt een default genoemd. Een andere term voor kredietrisico is debiteurenrisico.
De investeringsverliezen kunnen de rente, de hoofdsom, een verminderde kasstroom en gestegen incassokosten betreffen. Zij kunnen zich in een aantal omstandigheden voordoen:
- Een consument doet geen verschuldigde betaling op een hypotheek, creditcard, kredietlijn of andere lening
- Een bedrijf doet geen verschuldigde betaling op een hypothecaire lening, creditcard, kredietlijn of andere lening
- Een bedrijf of consument doet geen verschuldigde betaling op een factuur
- Een bedrijf betaalt een werknemer niet zijn verdiende loon
- Een bedrijf of de overheid, die een obligatie heeft geplaatst doet op de vervaldag geen verschuldigde betaling op de coupon en/of op de hoofdsom.
- Een insolvente verzekeraar blijft in gebreke op verplichtingen voortvloeiend uit polissen
- Een insolvente bank zal geen ingelegde fondsen uitkeren
- Een regering verleent bescherming tegen faillissement aan een insolvente consument of bedrijf